# Not the Actual Events
Not the Actual Events è un EP del gruppo musicale statunitense Nine Inch Nails, pubblicato nel 2016.
È il primo capitolo di una trilogia, proseguita nel 2017 con l'EP Add Violence e conclusa nel 2018 con l'album Bad Witch. Rappresenta la prima pubblicazione del gruppo che presenta il polistrumentista Atticus Ross, storico collaboratore e produttore del gruppo, come componente ufficiale dei Nine Inch Nails. L'EP presenta un ritorno alle sonorità industrial metal, tipiche dei lavori del gruppo negli anni novanta.
She's Gone Away è stata composta per la serie televisiva Twin Peaks, in cui i Nine Inch Nails compaiono nell'episodio 8.

## Tracce
Testi e musiche di Trent Reznor e Atticus Ross.
1. Branches/Bones – 1:47
2. Dear World, – 4:07
3. She's Gone Away – 6:00
4. The Idea of You – 3:27
5. Burning Bright (Field on Fire) – 5:50

## Formazione
Gruppo
- Trent Reznor
- Atticus Ross

Musicisti addizionali
- Mariqueen Maandig – cori (traccia 3)
- Dave Grohl – batteria (4)
- Dave Navarro – chitarra (5)